# Eucommia ulmoides
Eucommia ulmoides Oliv., 1890 è una pianta angiosperma dell'ordine Garryales. È l'unica specie nota del genere Eucommia Oliv.,1890 e della famiglia Eucommiaceae Engl., 1907.

## Distribuzione e habitat
Questa specie è endemica della Cina (Zhejiang, Sichuan, Shanxi, Hunan, Hubei, Henan, Guizhou, Gansu, Jiangxi, Shaanxi).

## Conservazione
La Lista rossa IUCN classifica Eucommia ulmoides come specie vulnerabile (Vulnerable).